# Heimstoff
Heimstoff war eine in der Zeit des Nationalsozialismus benutzte Bezeichnung für einen aus dem Heimatboden gewonnenen Rohstoff als Alternative für einen knappen, anderen Rohstoff.
Die Erfahrungen aus dem Ersten Weltkrieg veranlassten die nationalsozialistische Regierung, bei der Wirtschaftspolitik ein besonderes Augenmerk auf Autarkie (Blockadesicherheit) bei den Roh- und Werkstoffen zu richten. Speziell bei Metallen, die im Bereich der Rüstungsproduktion wichtig waren, wurden erhebliche Anstrengungen unternommen, Ersatzstoffe zu entwickeln, die ganz oder überwiegend aus heimischen Bodenschätzen zu gewinnen waren. Bei Nichteisenmetallen wurden vermehrt Zink, Aluminium und Magnesium und ihre Legierungen eingesetzt, um Kupfer, Bronze und Messing zu ersetzen, die in der Rüstungsproduktion benötigt wurden.
In der Praxis waren damit viele Probleme verbunden, so besaß das Eisenerz aus Deutschland einen wesentlich geringeren Eisengehalt als die vorher überwiegend verwendete Importware aus Nordafrika und Schweden. Bei der Verarbeitung mussten als Ausgleich erheblich größere Mengen von Koks verwendet werden.
Die Ergebnisse der Heimstoff-Forschung wurden von der nationalsozialistischen Propaganda als Beweis für die naturwissenschaftlich-technische Überlegenheit deutscher Technik ideologisiert. Daher wurde auch großer Wert darauf gelegt, dass Ersatzstoffe stets mit dem ideologisch korrekten Terminus Heimstoff bezeichnet wurden.